# Ricardo García Oliveri
 Ricardo García Oliveri  ( Buenos Aires, Argentina, 10 de agosto de 1936 – 29 de noviembre de 2008 ), que también firmaba Ricardo René García, fue un periodista y crítico de cine de larga trayectoria en su país.

## Actividad profesional
Egresó como realizador cinematográfico en la primera promoción del Centro Experimental del Instituto Nacional de Cinematografía e inicialmente fue crítico de cine y teatro en Radio Antártida, Radio Argentina, Radio Belgrano, Radio Mitre, Radio Municipal, Radio Porteña y Radio Splendid; también guionó programas de educación de Radio Nacional. Su última labor en el medio fue en el programa Semanario del cine , por Radio Nacional Faro.
Trabajó en su especialidad en las revistas Cine, Panorama, Siete Días; en la desaparecida revista Salimos, el diario Tiempo Argentino; en 1985 se desempeñó en la revista del diario La Nación y, a partir del año siguiente, en la sección Espectáculos del diario Clarín donde cuando en 2001 se retiró para jubilarse era Editor Jefe del suplemento.
Colaboró en el Diccionario del Cine Iberoamericano. España, Portugal y América, una publicación editada por la Sociedad General de Autores y Editores, de España, SGAE; escribió las biografías de los directores de cine Lucas Demare y Luis Puenzo, Cine argentino, crónica de 100 años , editado por Manrique Zago y fue coautor de Historia del cine argentino , del Centro Editor de América Latina.
Dirigió los cortometrajes Historia de un comedido , Buenos Aires ida y vuelta  (documental), Desconfianza  y en 1995 hizo un documental sobre la vida de Lucas Demare, para la Secretaría de Cultura de la Nación. También dirigió Vallejos (que firmó como Ricardo René García), un cortometraje que integró el largometraje colectivo La ñata contra el vidrio (1972) que reúne los cortos realizados por la primera promoción de egresados del Centro de Experimentación y Realización Cinematográfica (llamado Escuela Nacional de Experimentación y Realización Cinematográfica –ENERC- a partir del año 2011), de 1965. Los episodios están basados en noticias sacadas de la crónica periodística, el proyecto contó con el apoyo de diversos entes estatales y la participación de cerca de cien actores.
García Oliveri realizó guiones para el programa de educación de adultos, auspiciado por el Ministerio de Comunicaciones (1968-1974), que ganaron el premio Ondas de España y el premio NHK de Japón en dos oportunidades. Fue galardonado con el Premio Konex en el rubro Periodismo en 1997 y fue jurado para el mismo premio en 2001 en el rubro Espectáculos. En 1982 ingresó en la Asociación de Cronistas Cinematográficos de la Argentina y cuando falleció era vicepresidente de ACE (Asociación de Cronistas de Espectáculos).
Murió el  29 de noviembre de 2008  en su casa del barrio porteño de Barracas por un paro cardíaco.

## Filmografía como director
- Vallejos (cortometraje) (1972)
- Demare (mediometraje) (1995)